# Якэши
Якэши или Якши (кит. упр. 牙克石, пиньинь Yákèshí; монг. ᠶᠠᠭᠰᠢᠬᠣᠲᠠ Yagshi qot, монг.кир. Ягши хот) — городской уезд городского округа Хулун-Буир, который находится на северо-востоке автономного района Внутренняя Монголия (КНР), в исторической Маньчжурии.

## История
«Якэши» — это древнее маньчжурское название данной местности. В 1732 году императорским указом сюда были переселены племена солонов для прикрытия границы с Россией; солоны были разделены на «знамёна» (по-монгольски — хошуны) в соответствии с принятой у маньчжуров «знамённой структурой».
Когда в 1901 году была построена КВЖД, то здесь разместилась станция Якэши. Однако земли современного городского уезда долгое время не были объединены в одну структуру: в связи с тем, что здесь проходит Большой Хинганский хребет, обычно он служил границей между различными административными единицами.
Лишь в 1950 году здесь был образован хошун Шугуйт-Ци (喜桂图旗) аймака Хуна (呼纳盟) автономного района Внутренняя Монголия. В 1953 году восток Внутренней Монголии был выделен в особую административную единицу, и аймак был расформирован. В 1954 году от особого статуса восточной части Внутренней Монголии было решено отказаться, а на территориях бывших аймаков Хуна и Хинган был образован аймак Хулун-Буир.
В 1969 году хошун Шугуйт-Ци вместе с аймаком Хулун-Буир был передан в состав провинции Хэйлунцзян; в 1979 году хошун и аймак были возвращены в состав Внутренней Монголии.
Постановлением Госсовета КНР от 10 октября 1983 года хошун Шугуйт-Ци был расформирован, а вместо него образован городской уезд Якэши.

## Административно-территориальное деление
Городской уезд Якэши делится на 7 посёлков и 9 уличных комитетов.